# Верещагин, Олег Анатольевич
Олег Анатольевич Верещагин (18 марта 1991, Ялуторовск, Тюменская область) — российский биатлонист, чемпион и призёр чемпионата России по биатлону и летнему биатлону. Мастер спорта России (2010).

## Биография
Воспитанник ДЮСШ г. Ялуторовска, первые тренеры — А. Я. Снипич, В. Н. Савельев. Представлял Тюменскую область и ЦСП г. Тюмени, тренеры — С. А. Зольников, М. В. Кугаевский.
Завоёвывал награды первенства России по биатлону (2010) и летнему биатлону (2011) среди юниоров.
В 2012 году стал двукратным бронзовым призёром чемпионата России по летнему биатлону в индивидуальной гонке и эстафете. Был признан лучшим спортсменом Тюменской области сентября 2012 года.
В зимнем биатлоне в 2013 году стал чемпионом России в командной гонке и бронзовым призёром в смешанной эстафете. Становился призёром этапов Кубка России в эстафете.
По окончании сезона 2012/13 завершил спортивную карьеру. По состоянию на 2015 год служил в армии, в железнодорожных войсках.
Окончил Тюменский государственный нефтегазовый университет.